# Массунди, Таджидин бен Саид
Таджидин Бен Саид Массунди (араб. تاج الدين بن سعيد مسوندي‎, 25 декабря 1933, о. Ндзуани, Коморские острова — 29 февраля 2004, Париж) — коморский политический и государственный деятель,  премьер-министр Комор с 27 марта 1996 года по 27 декабря 1996 года, временный президент Комор (6 ноября 1998 — 30 апреля 1999).

## Биография
Получил среднее образование на Мадагаскаре, затем поступил в школу внешних служб Государственного казначейства Франции в Париже, которую окончил со званием инспектора Государственного казначейства. Был женат на дочери Ахмеда Абдаллаха, дважды президента государства.
Политик. Член Коморского союза за прогресс.
Работал в разные годы Министром финансов и торговли при президенте Али Суалихе, первым поверенным в Государственном казначействе, затем финансовым директором и Генеральным казначеем Комор (1988—1990),
27 марта 1996 года занял кресло премьер-министра Комор. После смерти президента Мохамеда Таки Абдулкарима принял полномочия временного президента страны в качестве главы созданного умершим Высшего совета республики (фр. Président du Haut Conseil de la République).
В результате военного переворота 30 апреля 1999 года, возглавляемого полковником Азали Ассумани, целью которого была провозглашена борьба с сепаратизмом островов Ндзуани и Мвали был отправлен в отставку.
Умер в Париже.